# 喬治·亨利·巴納德
喬治·亨利·巴納德（1868年11月9日—1954年1月13日）是加拿大律師和保守黨政治家。
喬治·亨利·巴納德出生於英屬哥倫比亞省維多利亞，是弗朗西斯·瓊斯·巴納德和艾倫·斯蒂爾曼的兒子。